# 박경리
박경리(朴景利, 1926년 12월 2일 ~ 2008년 5월 5일)는 대한민국의 소설가이다. 본명은 박금이(朴今伊)고 본관은 밀양이다. 대하소설 《토지》가 대표작이며 이외에도 《김약국의 딸들》, 《불신시대》 등 많은 작품이 있다.

## 생애
1927년 경상남도 통영군 통영읍(현 통영시)에서 태어났다. 1945년 진주공립고등여학교를 졸업한 뒤 김행도와 1946년 결혼하고, 1950년 서울가정보육사범학교 가정과(현 세종대학교)를 졸업하였다. 같은해 황해도 연안여자중학교에 근무하였으나 한국전쟁이 발발하자 김행도는 서대문 형무소로 끌려간 뒤 납북되었다. 1955년 소설가 김동리의 추천으로 단편 〈계산〉과 1956년 단편 〈흑흑백백〉이 현대문학에 발표되면서 작가로서의 본격적인 삶을 시작한다. 2007년 7월말 폐암이 발견됐으나 고령을 이유로 치료를 거부하였다. 하지만 병세가 악화되어, 2008년 4월 4일 뇌졸중 증세까지 나타나 서울아산병원에 입원하였다. 입원 후 의식불명 상태에 빠져 중환자실에서 치료를 받다, 2008년 5월 5일 오후 2시 45분 경 향년 81세로 세상을 떠났다. 대한민국 정부는 박경리의 사망 직후, 금관문화훈장을 추서하기로 결정하였다.

## 가족 관계
김행도와 결혼하여 딸 김영주와 아들 김철수를 두었다. 김철수는 어린 나이에 사고사하였다. 김영주는 1973년 시인 김지하와 결혼하였으며, 강원도 원주시의 토지문화관 관장직을 맡아 일하였고, 2019년 9월 작고했다.

## 주요 작품 및 수상
- 작품
  - 〈계산〉
  - 〈흑흑백백〉
  - 〈불신시대(不信時代)〉
  - 〈암흑시대〉
  - 〈표류도〉
  - 〈파시(波市)〉
  - 〈가을에 온 여인〉
  - 〈김약국의 딸들〉
  - 〈시장과 전장〉
  - 〈나비와 엉겅퀴〉
  - 〈영원의 반려〉
  - 〈단층〉
  - 〈노을진 들녘〉
  - 〈신교수의 부인〉
  - 〈토지〉
  - 〈성녀와 마녀〉
  - 〈생명의 아픔〉
- 수상
  - 현대문학상
  - 월탄문학상
  - 인촌상
  - 한국여류문학상
  - 내성문학상
  - 금관문화훈장

## 가족 관계
- 아버지 - 박재영(1912년 - 1975년)
- 어머니 - 윤권순(1909년 - 1993년)
- 남편 - 김행도(1918년 - ?)
- 아들 - 김철수(1950년 - 1956년)
- 딸- 김영주(1948년 - 2019년)
- 사위- 김지하(1940년 - 2022년)
- 외손자 -김원보
- 외손자 -김세희

## 같이 보기
- 토지
- 박경리 문학공원
- 박경리문학상